# Пристава при Местињу
Пристава при Местињу (словен. Pristava pri Mestinju) је насељено место у општини Подчетртек, Савињска регија, Словенија.

## Историја
До територијалне реорганизације у Словенији била је у саставу старе општине Шмарје при Јелшах.

## Становништво
У попису становништва из 2011. године, Пристава при Местињу је имала 210 становника.
| Број становника према пописима | Број становника према пописима | Број становника према пописима |
| ------------------------------ | ------------------------------ | ------------------------------ |
| 1991                           | 2002                           | 2011                           |
| 207                            | 194                            | 210                            |

Напомена: До 1953. исказивано под именом Пристава. Године 2016. извршена је мања размена територије између насеља Пристава при Местињу и Рогинска Горца (Подчетртек) и насеља Безговица, Дол при Пристави и Пустике (Шмарје при Јелшах).